# Bothrideridae
Bothrideridae là một họ bọ Cánh cứng trong phân bộ Polyphaga. Larvae of some species are ectoparasites of the larvae and pupas of wood-boring beetles.
The family is thường được gọi là  Anommatidae. There are four subfamilies: Bothriderinae, Teredinae, Xylariophilinae, và Anommatinae.

## Hình ảnh

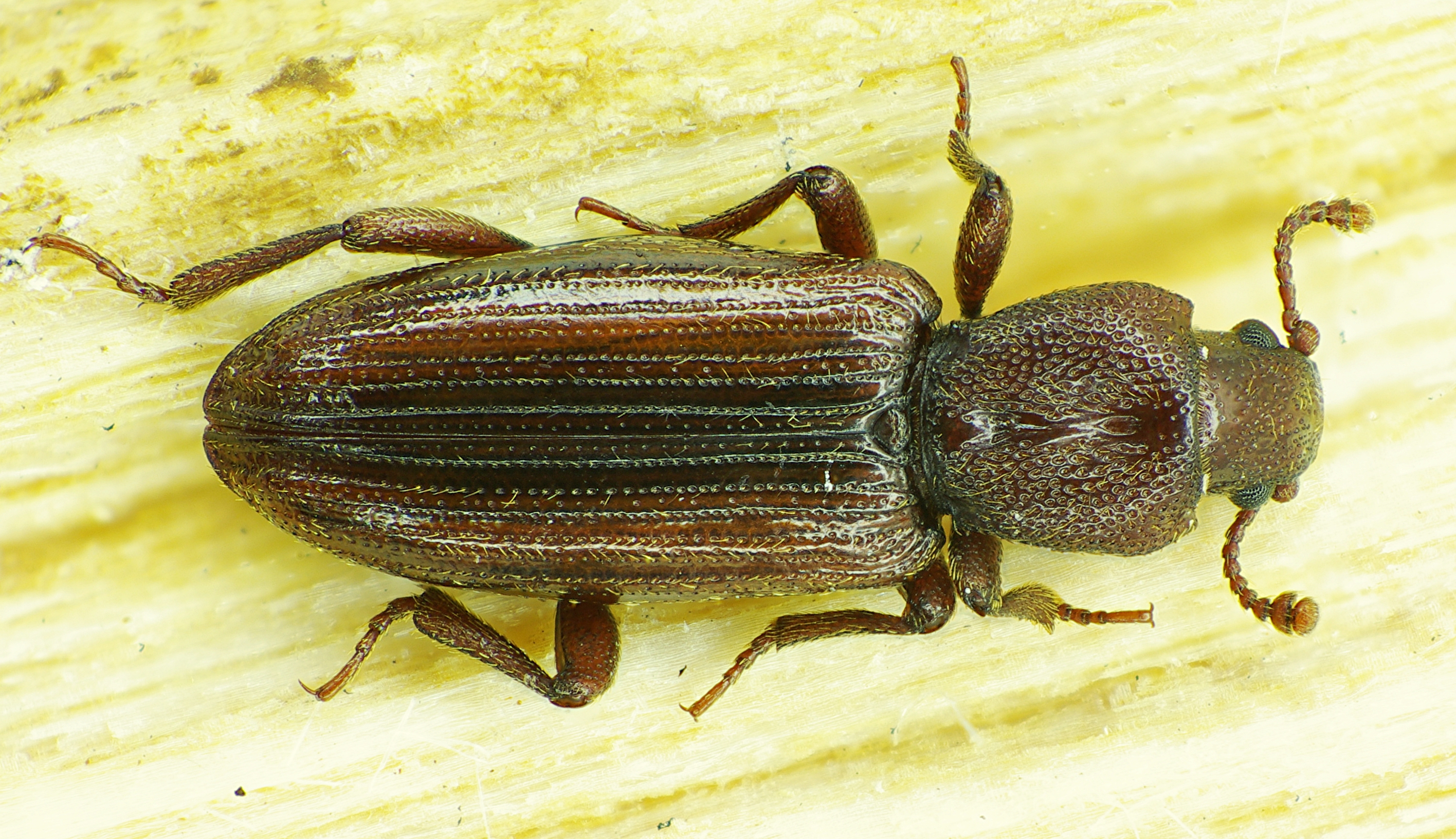
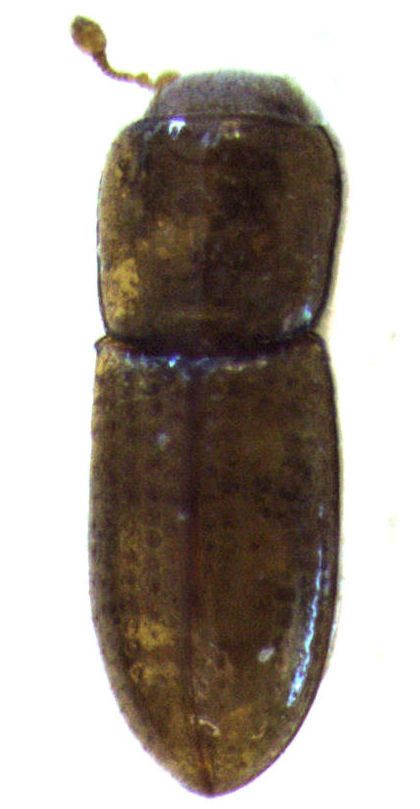
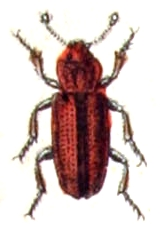